# Jan Adam Gallina
Jan Adam Gallina (également appelé Kalin, Kalina ou Gallin), né le 13 décembre 1724 à Cítoliby dans le Royaume de Bohême et mort le 5 janvier 1773 dans sa ville natale, est un compositeur bohémien de la période classique.

## Biographie
Jan Adam Gallina naît le 13 décembre 1724 dans le village de Cítoliby près de la ville de Louny, au nord-ouest de Prague dans le royaume de Bohême,,,.
Il est le fils de l'instituteur, chantre et organiste de Citoliby, Martin Antonín Kalina, membre de la famille des Kalina, Kalin, Gallin ou Gallina,,,,,.
Le domaine de Cítoliby, en Bohême occidentale, avait été acquis en 1716 par Jan Jáchim Pachta de Rájov (Johann Joachim von Rayhofen, mort en 1742),, qui a transformé le château de Cítoliby en une résidence baroque. Son fils le comte Arnošt Karel Pachta (Ernst Karl Pachta) (1718-1789),, y fonde, en employant des musiciens de la région, un orchestre qui est à l'origine de l'école de composition de Cítoliby. Les jeunes musiciens recrutés par le comte ont reçu leur éducation musicale de base à l'école du village auprès du chantre local Václav Jan Kopřiva et le comte, dont l'ambition est d'avoir dans son orchestre non seulement des musiciens de qualité mais également des compositeurs, envoie ses recrues les plus douées étudier à Prague.
Jan Adam Gallina entre en 1744 comme musicien au service du comte Arnošt Karel Pachta au château de Cítoliby et devient ensuite le directeur de la musique du château,,,,,. 
Sous sa direction artistique, la chapelle du château de Citoliby atteint son plus grand essor. 
Jan Adam Gallina meurt le 5 janvier 1773 durant une épidémie de typhus,,.

## Enregistrements
- 1966 : Sinfonia ex A sur l'album Musica antiqua citolibensis - Czech composers of the 18th century (Sinfonia enregistrée en juin 1966 à Prague, réédition en CD Supraphon SU 11-2148-2 911 de 1985)
- 2007 : Sinfonia in E flat major sur le CD Baroque Bohemia and Beyond : Mysliveček - Gallina - Vent - Bárta - Fiala, Czech Chamber Philharmonic, dir. Vojtěch Spurný (Alto ALC 1014)